# Pod wulkanem (film 1984)

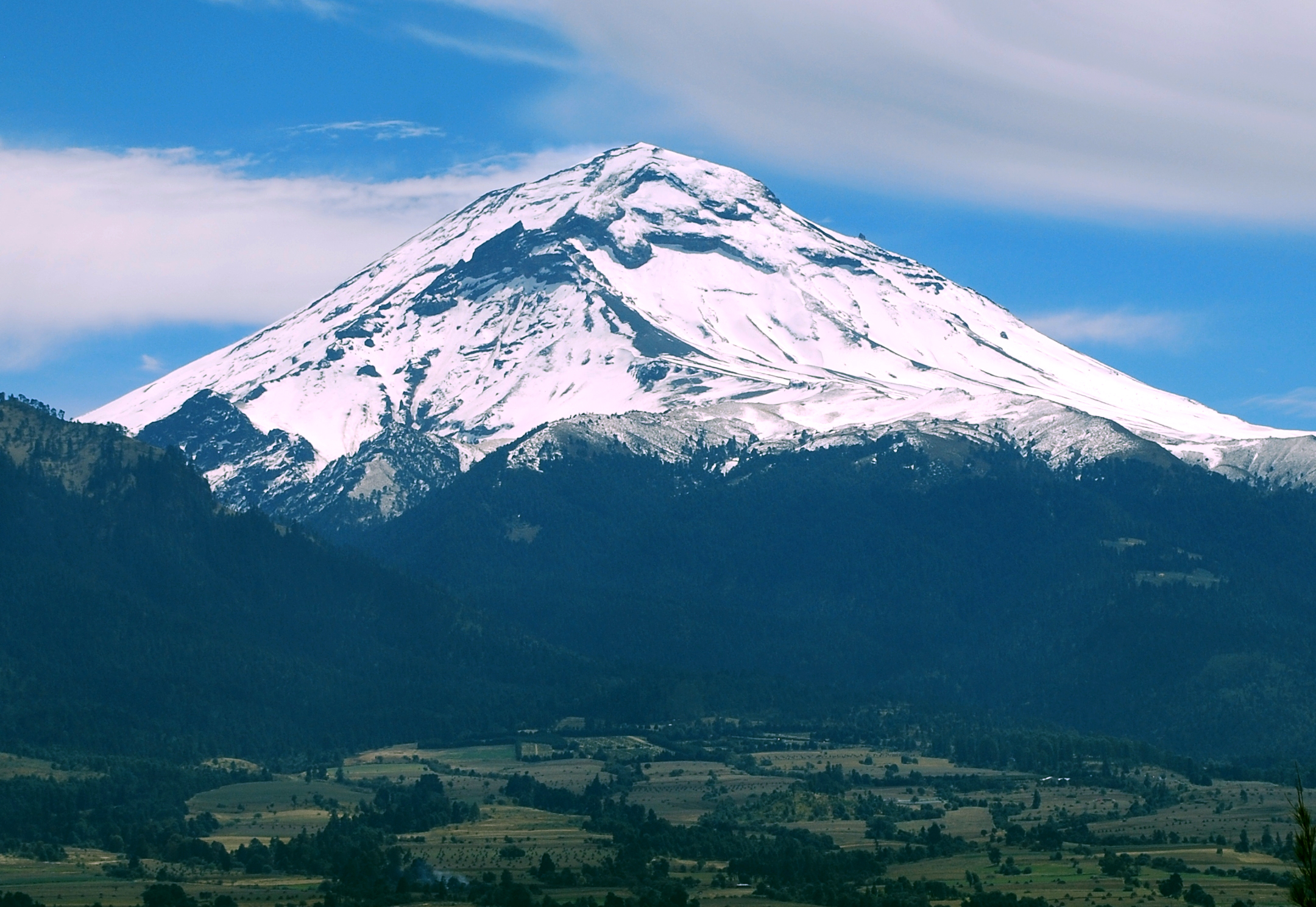
Popocatépetl w Meksyku, tytułowy wulkan

Pod wulkanem – amerykańsko-meksykański film psychologiczny z 1984 roku w reżyserii Johna Hustona, zrealizowany na podstawie powieści Malcolma Lowry’ego z 1947 roku pod tym samym tytułem (zob. Pod wulkanem).

## Fabuła
1 listopada 1938 roku, Święto Zmarłych w Meksyku, w przededniu II wojny światowej. W Hiszpanii dogorywa wojna domowa.
Akcja filmu rozgrywa się w ciągu jednego dnia. Geoffrey Firmin, były konsul Wielkiej Brytanii w Meksyku, po stracie pracy nie może znaleźć swojego miejsca na Ziemi. Zaczyna pić, traci sens i wiarę w to, co robi. Porzuca go żona, jednak wraca po to, by pomóc mu wyjść z depresji. Podczas obchodów Święta Zmarłych dochodzi do tragedii.

## Obsada
- Albert Finney – Geoffrey Firmin
- Jacqueline Bisset – Yvonne Firmin
- Anthony Andrews – Hugh Firmin
- Ignacio López Tarso – dr Vigil
- Katy Jurado – pani Gregoria
- James Villiers – Brit
- Dawson Bray – Quincey
- Carlos Riquelme – Bustamante

## Nagrody i nominacje
Oscary za rok 1984
- Najlepsza muzyka – Alex North (nominacja)
- Najlepszy aktor – Albert Finney (nominacja)

Złote Globy 1984
- Najlepszy aktor dramatyczny – Albert Finney (nominacja)
- Najlepsza aktorka drugoplanowa – Jacqueline Bisset (nominacja)